# Supertónica

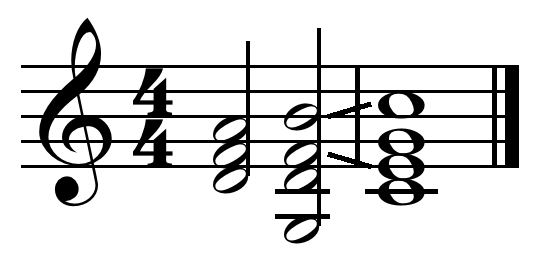
Supertónico (ii) en progresión ii–V–I en C, que se encuentra al final de la progresión circular

La supertónica en el sistema tonal hace referencia al segundo grado de una escala musical. Según el contexto puede hacer referencia al segundo grado de la escala, o bien al acorde que se forma sobre dicha nota y a la función tonal y sonoridad correspondientes (siendo más frecuente esto último). Por ejemplo, en la escala  de do mayor que corresponde a las teclas blancas del teclado moderno, comenzando desde do, la supertónica es la nota re; y el acorde de supertónica se compondría de las notas re, fa y la, y funciona como subdominante en el tono mayor.
En teoría de la música, el acorde de supertónica se representa con el número romano II.
- Datos: Q2482078
- Multimedia: Supertonic / Q2482078